# 최지희 (테니스 선수)
최지희(1995년 2월 10일~)는 대한민국의 테니스 선수이다. 대한민국 국가대표로 2014년과 2018년 아시안 게임에 참가했다.